# Déols

Déols este o comună în departamentul Indre, Franța. În 1 ianuarie 2022 avea o populație de 7.618 de locuitori.